# コインランドリー

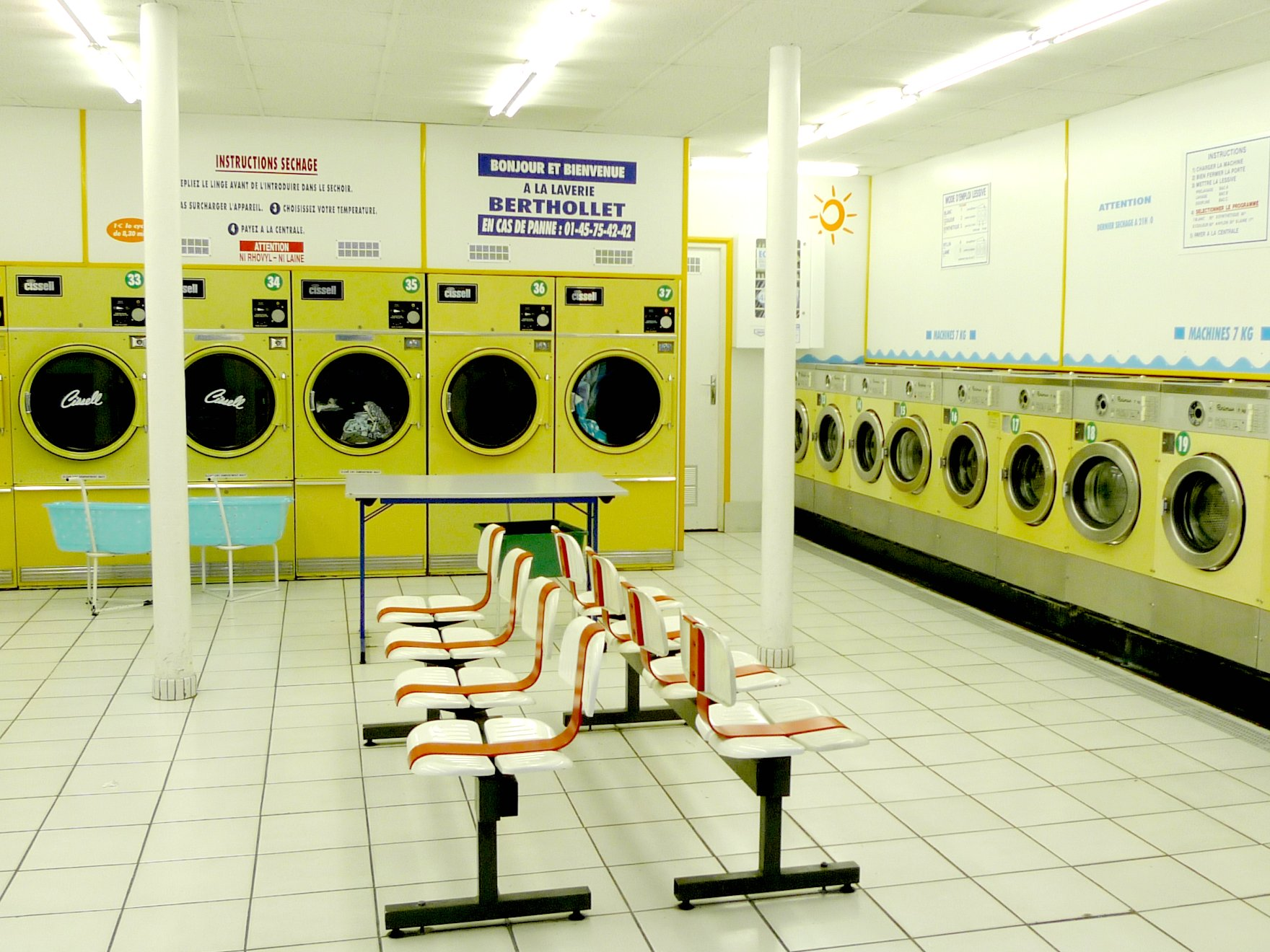
フランスの首都パリにあるコインランドリー

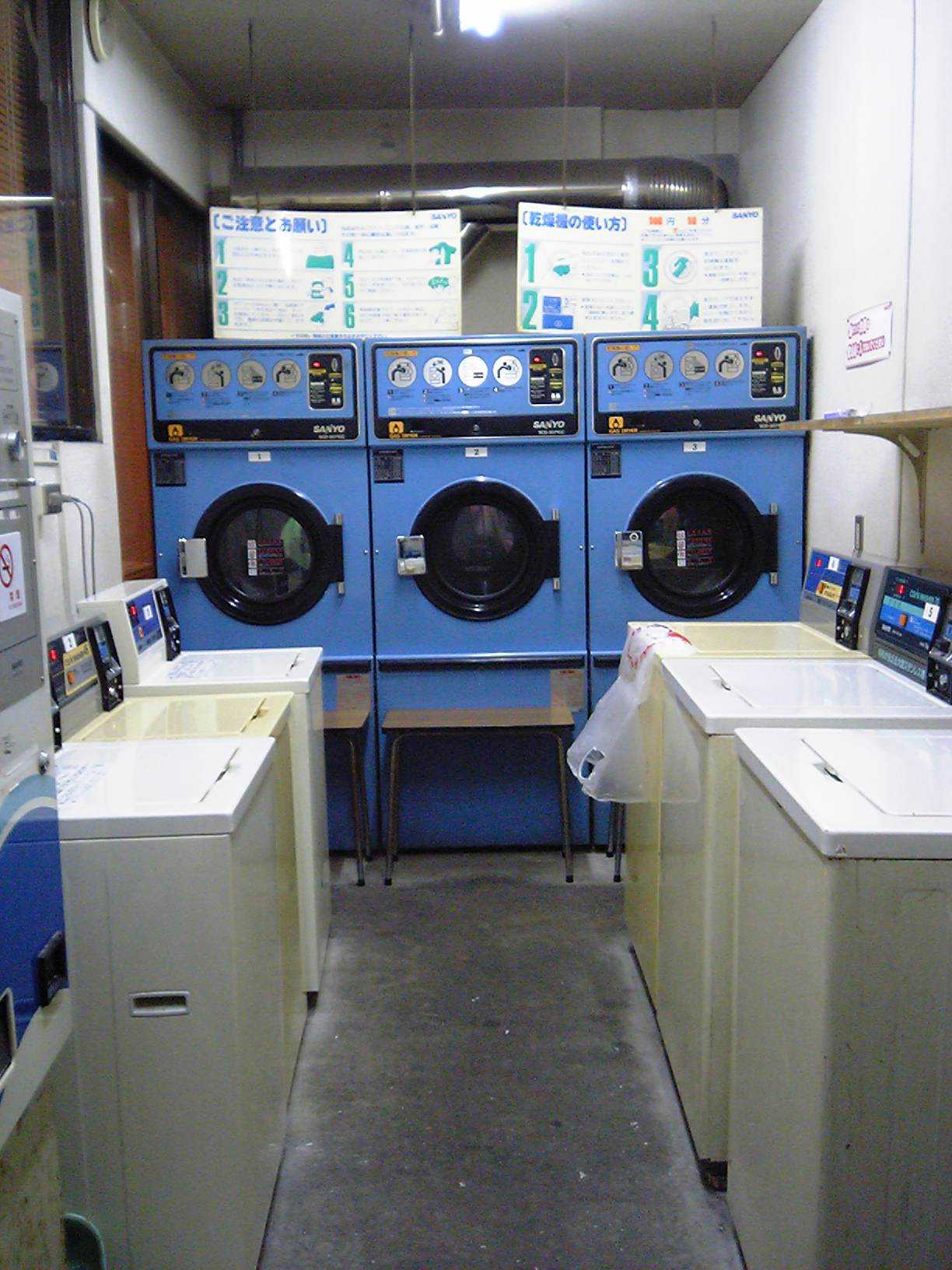
日本のコインランドリー（左右に並ぶ白い洗濯機と正面に3台並ぶ青い衣類乾燥機）

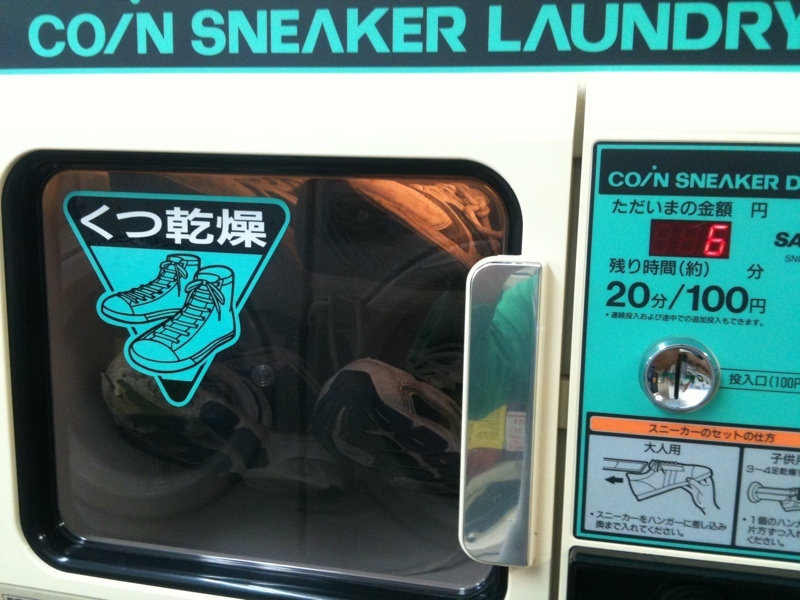
くつ乾燥機（日本）

コインランドリー（英: coin laundry、英: self-service laundry、coin wash、米: laundromat、英: launderette、laundrette）は、備え付けの洗濯機を用いて利用者が自分で洗濯する形式の店舗。洗濯機のほか衣類乾燥機や洗剤の自動販売機などが併設されていることが多く、コイン（硬貨）を投入して代金を支払って利用する。

## 概要
業態は自動販売機による無人店舗と同様であるが、その設置場所は洗濯という提供されるサービスの性質上、給排水設備や、また乾燥機用に都市ガス、プロパンガスや、灯油ボイラーなどの熱源が必要となる。そのため都市部などではこれら給排水設備や熱源の確保が容易な銭湯に併設されたり、コインランドリーにコインシャワーが併設されていることがある。
セルフサービスである事から洗濯物あたりの料金もクリーニング業と比較して極めて安く、自宅に洗濯機がない独身者や学生などに利用されている。自宅に洗濯機があっても、大量の洗濯物を一気に片づけたい、布団など寝具や靴を専用機械で洗いたいという人も訪れる。靴の場合、土詰まり等による故障を起こさないよう、洗濯前に可能な限り土や激しい汚れを落とす等のマナーが求められる。
一方で、地域によっては店舗のサービスを利用せず下着泥棒や小銭漁りなどが目当てで入店する悪質な部外者や、寝泊り目当ての路上生活者が後を絶たなかったためか、平成後期辺りから「部外者の出入りを禁止します」と注意書きに明記する店舗も増えた。
日本では、1953年に三洋電機から普及価格帯の噴流式電気洗濯機が発売され、コインランドリーの前身ともいえる「貸洗濯機場（文化洗濯場）」と呼ばれる共同電気洗濯機場が登場した。1966年には東芝から脱水も電動で行える二層式洗濯機が発売され、1960年代以降から次第に一般家庭に広く普及していった。後に、洗った後の洗濯物を乾かす乾燥機も発売され、さらに1台で洗濯から乾燥まで行う洗濯乾燥機も発売されたが、いずれも洗濯機と同等かそれ以上の価格帯で、必需品としての性格も薄く、洗濯機と同列での普及は進んでいない。コインランドリーの大きなセールスポイントの1つは、その乾燥機を一回数百円単位の金額で利用できることである。特に雨季や梅雨などの気候的な問題から洗濯が難しい季節がある地域でも、数十分程度で洗濯物を乾かせる乾燥機の利用価値は大きく、特に家庭の事情から乾燥機が購入・設置できない場合に、これらコインランドリーの乾燥機が重宝される。
また家庭用洗濯機は、その設置スペースの問題から余り大型の物は使われない。しかしダブルの毛布などを洗う必要に迫られた場合、家庭用の洗濯機の性能を超えてしまう場合もある。このような場合にも、大型の洗濯機や乾燥機を備えたコインランドリーが利用される。1970年代以降の大都市圏において一定の増加を見せたが、1990年代以降では地方都市などでも独居者が増加する傾向にあり、それらを顧客として小規模な無人店舗が数多く誕生している。また、ドロップオフ（drop off）と呼ばれる、店員が客の代わりに洗濯を代行するサービスを提供する店舗もある。
1980年代以降、都市利便性の向上に伴って都市部への流入人口は増大、アパートやマンション等が増加する傾向のある日本では、ワンルームマンションやアパートに多くの人が生活しているが、洗濯機はモーターの騒音の大きく振動音が響きやすい深夜などには稼動させ難い事情がある。このため洗濯機を所有する独居者にあっても、コインランドリーを利用する場合が見られる。またワンルームマンションなどでは住民の利便性のために、1階部分に同業態テナントが入っているケースも見られるほか、ビジネスホテルやカプセルホテル、または安宿などでも中長期滞在者のためにこれら設備を持つ所もある。
海外（特に欧米諸国）では、景観保護や歴史的建造物の保護など（新規建造や建て替え、リフォームが出来ない等）の建築に関する規制のために洗濯機を各家庭で持てない（置くためのスペースが無かったり、建物がその重さに耐えられなかったりする等）場合が多く、これらの理由もコインランドリーの需要を押し上げている。これらの場所では下記の大型設備ではなく、一般家庭用の洗濯機が大量に置いてあるだけ、という店舗もある。洗濯中の洗濯物を盗まれる事が多い、という治安の悪い場所が多いゆえに、客は洗濯が終わるまで店舗で洗濯物を見張る必要があり、その客のために店舗にWi-Fiやレンタルビデオのサービスを付設している店舗も多い。日本でも、コインランドリーを離れず洗濯終了を待ちたい利用者のためにカフェなどを併設する事業者もある。
利用形態としては、独身者や洗濯機を持たない家庭の日常の洗濯に限らず、子供や家族が多く洗濯物の乾燥が追いつかない場合に乾燥機のみ利用する、クリーニング店では費用の高い布団等の大きな物を洗濯・乾燥させる、旅行者やトラック運転手などが移動中に利用することで自宅から持ち出す衣料品を節約する、といった使われ方も多い。
近年では、前述のような主に独身者を対象とした旧来型の小型コインランドリー（洗濯・乾燥容量…10kg未満）以外に、大物衣類や毛布・布団などを洗濯・乾燥させることを売りにした比較的大型のコインランドリー（洗濯・乾燥容量…20kg超）が郊外地域を中心に見られるようになってきている。また、モータリゼーションが高度に進んだ現代の日本では、大量の洗濯物や毛布などをコインランドリーまで客が自ら運搬する手段として主に自家用車が用いられるため、郊外型のコインランドリー店舗に求められる要件は、普通車十台前後が同時駐車可能な規模の駐車場と数十坪程度の規模の店舗スペースがセットになっているロードサイド店舗という、コンビニエンスストアとほとんど同じものになる。また、コンビニエンスストアの一面がガラス張りになっている構造は、店舗の外から内部が容易に覗き込めるため洗濯機・乾燥機の利用状況が確認できやすく、また24時間営業の無人店舗の防犯上の施策面からも優れている。このこともあり、主に郊外部ではコンビニエンスストアの撤退後の空いた建物や店舗を小改造してコインランドリーが開設されるケースが多い。
特殊な例としては相撲部屋から出た洗濯物を処理するという独特の需要もある。特に大規模な相撲部屋などの場合だとそもそも自前の洗濯機だけでは洗濯機の数が足りないためである。
設置場所としては、銭湯の併設、交通量の多い通り沿い、駅周辺、商店街等が多いが、需要次第で住宅街の一角にある場合もある。最近は24時間営業のインターネットカフェにコインランドリーを設置するケースもある。
このようにコインランドリーには、コンビニエンスストアに限らず小規模店舗の撤退した空きテナントなどといった既存の遊休店舗スペースが利用されることが多いため、一般的に洗濯機・乾燥機などの設備機器は既製品の店舗用ドアならばそのまま壊すことなく通せるサイズに設計されており、乾燥機など大型の機器でも幾つかのパーツに分けて店内に搬入し、組み立てる事を前提にした設計になっている。
日本初のコインランドリーは1966年（昭和42年）5月、東京都北区の銭湯「加賀浴場」に設置され、加賀浴場内にもその旨を記した掲示パネルがある。日本では大家族が減り、少人数世帯や共働き夫婦が増えていることからコインランドリーの需要も増しており、総数は1997年度の1万余（厚生労働省統計）から、2021年度は約2万4000（業界大手であるTOSEIによる推計）に増えている。

## 利用方法
洗濯
基本的にセルフサービスであるため、利用者は自身の洗濯物と硬貨を用意する。
洗剤については店舗によって異なり、大別すれば2つのパターンになる。
1. 備え付けの自動販売機から洗剤を購入するか、自分で洗剤を持ち込む。
2. 洗濯機に洗剤・柔軟剤の自動投入機能が付いており、料金に洗剤代が含まれるため、洗剤の用意は不要。または電解水やアルカリイオン水を洗濯水に使用することで洗剤を不要とする機種や店舗も存在する。

柔軟剤についても使用できる店舗とできない店舗、洗濯機によって自動投入機能される店舗がある（自動投入機能との関係で、洗剤・柔軟剤は持ち込み禁止という店舗もある）。
洗濯機に洗濯物を投入、洗剤を自分で投入する必要がある場合は洗剤も投入し、所定の料金を洗濯機のコイン投入口に入れると、洗濯機は自動的に洗濯物投入口をロックして起動する。料金投入後に洗濯開始のスタートボタンを押すと起動するタイプもある。
近年ではプリペイドカード方式のコインランドリーもあり、こちらはプリペイドカード販売機から事前に紙幣を使ってカードを購入し、洗濯機にはカードを挿す。現在のところプリペイドカード方式は各メーカーオプションとなっている。メリットは固定客のリピート、現金をカード販売機一箇所で回収できる・コイン詰まり等なく便利という点はあるが、初期投資が郊外型の店で200万〜250万円程度かかる為、現状はそれほど普及はしていない。しかし今後は普及していくと思われる。店の管理・客への対応等現在ではオンラインで行う事も可能で売上管理も自宅にいながら出来ると言う事になれば経営者から見れば非常に良い。サイドビジネスで考えるならばこのシステムは今後普及する事が考えられる。
洗濯機の稼動中は洗濯、すすぎ、脱水まで全自動であり、全工程の終了まで数十分間を要する。その間は特にする事も無いため、その間に他の用事を済ませるなり、銭湯に併設されているならば入浴したり、店舗内に設けられた休憩スペースでテレビ・ラジオ番組を視聴したり、読書・ゲームをしたりする利用者が多い。設備によっては稼動中に蓋が開かない洗濯機もあるが、稼動中の洗濯機から女性用下着等の衣類を盗む事件なども起きているため、コインランドリーから離れる場合は注意が必要である。特に洗濯が終わった後でも洗濯物を入れっぱなしにして置くと他の利用者の迷惑となりやすいほか、前出の衣類盗難被害に遭いやすい。近年では防犯カメラ設置店（警備業者管理のものが多い）がほとんどなので窃盗被害は一定の減少もみられるが、油断は禁物である。なお、洗濯機や乾燥機に長時間入れっぱなし（放置）の洗濯物は、コインランドリーの店員や巡回する係員などによって出される事もあるので注意されたい。
なお、最近は後述の乾燥機と同様に大型のもの（布団・毛布などの厚手モノが多い）、あるいはあまりにも量が多いものなどに対応するために、ドラム式洗濯機が設置されている場合もある。
乾燥
洗濯終了後は、そのまま洗濯物を持ち帰って自室に干しても良いが、乾燥をする場合は別に設置された乾燥機のドラムに洗濯物を投入し、所定の料金を支払って乾燥機を動作させる。乾燥機は追加料金で所定時間より長く稼動させる事も可能であるため、洗濯物の量が多かったり、乾き具合が不満な場合は、適時追加料金を投入して利用延長する。洗濯機同様に、乾燥終了後の洗濯物放置は他人への迷惑と盗難被害の危険が伴う。コインランドリーの場合、ガス衣類乾燥機が使われており、家庭用電気衣類乾燥機に比べると、熱量が非常に高い（5〜30倍）ため、早くフカフカに乾かすことができる。
なおガス乾燥機の場合、機械油などが付着していたり、化学繊維が用いられたりした衣類では火災を起こす可能性があるため、事前に使用上の注意を読む必要がある。

## 変化
近年では、多忙な人をターゲットとして、ウェブサイトやメールにて、施設の空き状況を同時に知ることができるコインランドリーも登場している。他の施設と併設されるケースも見られ、銭湯以外にもコンビニエンスストアやガソリンスタンド、高速道路のパーキングエリア、パチンコ店などに併設されている場合も見られる。それらのケースでは、コインランドリー内が施設内から見渡せるようになっているため盗難被害に遭い難いほか、飲食物の自動販売機があったり休憩所が充実しているなどの利便性がある。
逆にコインランドリーが主体で、カフェやペットの洗い場、幼児の遊戯スペース、宅配ボックス、マッサージチェアなどを併設して集客・収益力を高めようとする例もある。
また洗濯機の自動化も進み、洗濯物を乾燥まで1台の洗濯機で行える機種があるほか、前出のインターネット対応型コインランドリーでは、洗濯の終了情報をメールで通知するサービスも行われている。
一方、コインランドリーを設置する側では、フランチャイズ方式による事業展開を行っている企業もあり、洗濯機などの機械設備はもちろん、店舗内装や営業戦略までものパッケージが開店希望者に提供されている。コインランドリー設備メーカー自身が、このフランチャイザー事業を行っている場合も見られる。
また、こういったコインランドリーの店舗経営がサラリーマンなどの副業として、賃貸不動産などと並ぶ「投資」の対象ともされている。しかし、これは他業種にもみられることだが、設備メーカーやフランチャイザーが開店希望者に対して甘すぎる収益見通しを示したり、過大な設備導入を勧めたりすることで、開業後に売り上げが伸びずに赤字を抱えてしまう場合もある。
特に独身者が多いアパート・マンション密集地域での営業が理想的だが、その一方で住宅地に進出し始めたこれら店舗では、大型洗濯機や乾燥機などで家庭内での洗濯と差別化を図るケースも見られ、中には掛け布団が洗える大型洗濯乾燥機を備え、家庭では洗い難い布団が原因のハウスダスト軽減を謳う所も登場している。
電子マネー対応への実証実験が進行中である。洗濯物を投入し、扉を閉めてから電子マネーを読ませると、利用料金が引き落とされる。同時に扉が施錠され、洗濯が始まる。洗濯終了後は開始時と同じ電子マネーを読ませると扉が解錠され、洗濯物を取り出せる、という仕組みである。店内で現金を扱わないようにすれば、コインボックスを破壊する現金盗難も洗濯物の盗難も防止でき、消費税の税率改定などで値段が細かく変えやすいなど、利点が大きい。電子マネーへの入金は、近接のコンビニエンスストアや鉄道駅やクレジットカードで行う。業務用洗濯乾燥機シェア40％のTOSEIからは日本初となるクレジットカード決済をはじめ各種電子マネーによるマルチ決済が対応された精算機が登場している。